# Onel Hernández
Onel Lázaro Hernández Mayea (Morón, 1993. február 1. –) kubai labdarúgó, csatár, a Norwich City játékosa.

## Pályafutása
Onel Hernández kubai származású de Németországban nőtt fel. 2010-ben mutatkozott be a profik között az Arminia Bielefeld csapatában a Bundesliga 2-ben. Két év múlva átigazolt Werder Bremen második csapatába, majd újabb két év múlva a Wolfsburg második csapatába. 2016-ban az ugyancsak másodosztályú csapat Eintracht Braunschweig-ot erősítette, majd 2018-ban igazolt az angol Premier League-be ahol a Norwich City vette meg. Itt hamar közönség kedvenc lett góljaival és gólpasszaival. Gólörömében egy előre szaltót szokott bemutatni.
2021 augusztusában kölcsönbe került a Middlesbrough csapatához, majd 2022. január 14-én a Birmingham City-hez került a szezon végéig.. 2025. április 28-án a Norwich bejelentette, hogy a szezon végén lejáró szerződését nem hosszabbítják meg.

## Sikerei, díjai
- Norwich City
  - Angol másodosztály bajnok: 2018–19, 2020–21